# Lumbreras (Salta)
Lumbreras es una localidad argentina de la provincia de Salta, en el departamento Metán.
Se encuentra sobre la Ruta Nacional 34 y la Ruta Provincial 5.

## Población
Contaba con 452 habitantes (Indec, 2001), lo que representa un incremento del 22,5% frente a los 369 habitantes (Indec, 1991) del censo anterior.

## Sismicidad
La sismicidad del área de Salta es frecuente y de intensidad baja, y un silencio sísmico de terremotos medios a graves cada 40 años